# Al-Badria
Al-Badria (tiếng Ả Rập: البدرية) là một ngôi làng Syria nằm ở Ariha Nahiyah ở huyện Ariha, Idlib. Theo Cục Thống kê Trung ương Syria (CBS), Al-Badria có dân số 84 người trong cuộc điều tra dân số năm 2004.